# NGC 3637
NGC 3637 је спирална галаксија у сазвежђу Пехар која се налази на NGC листи објеката дубоког неба.
Деклинација објекта је - 10° 15' 25" а ректасцензија 11h 20m 39,6s. Привидна величина (магнитуда) објекта NGC 3637 износи 12,7 а фотографска магнитуда 13,7. Налази се на удаљености од 28,2000 милиона парсека од Сунца. NGC 3637 је још познат и под ознакама MCG -2-29-20, , PGC 34731.